# David Pereira da Costa
David Pereira da Costa, né le 5 janvier 2001 à Almada au Portugal, est un footballeur portugais qui évolue au poste d'ailier gauche ou de milieu offensif aux Timbers de Portland.

## Biographie

### Arrivée en France et débuts dans le football
Né le 5 janvier 2001 à Almada, dans la banlieue de Lisbonne, au Portugal, David Pereira da Costa déménage en France alors qu'il est âgé de 9 ans, son père travaillant alors comme maçon à Lille. Il est le cinquième d’une fratrie de six enfants. Ses deux sœurs supportent le Sporting Club de Portugal alors que lui et son père sont supporters du SL Benfica. Jouant d'abord en amateur au sein de l'ECH (Etoile Club d'Houplines) dans le Nord-Pas-de-Calais avec deux de ses frères, il passe ensuite par Lestrem en 2011-2012. Repéré dès ses débuts à Houplines par le LOSC Lille, celui-ci ne donne pas suite, le club lillois aurait considéré le joueur comme étant « trop altruiste » et « trop petit ». Suivi également par le RC Lens, le joueur, reconnu pour sa timidité et son humilité, rejoint le club artésien à l'âge de 12 ans,,.

### RC Lens

#### Parcours jeune
Au sein du RC Lens, David Pereira da Costa bénéficie d'un entraînement aménagé compte tenu des difficultés pour sa famille pour effectuer le déplacement entre son domicile et La Gaillette, le centre d'entraînement et de formation lensois. Il remporte avec les moins de 12 ans du club, qui représentent pour l'occasion la France, la Danone Nations Cup en 2013. Progressant au sein du club, il intègre ensuite en tant qu'interne l'équipe des moins de 14 ans et devient capitaine au sein des équipes des moins de 17 puis de 19 ans.
Ayant signé son premier contrat professionnel avec le RC Lens le 10 janvier 2019, David Pereira da Costa, surnommé le « Petit Prince de la Gaillette », devient un élément incontournable de l'équipe réserve lensoise qui joue en National 2 en cette année 2019, sous l'égide de Franck Haise, qui récupérera début 2020 les rênes de l'équipe senior,,,.

#### Débuts professionnels avec le RC Lens
Alors que son club termine vice-champion de Ligue 2, et est donc promu en Ligue 1 pour la saison suivante, il intègre peu à peu l'effectif professionnel, faisant ses débuts en équipe première le 8 novembre 2020, lors d'un match nul 4-4 à domicile contre le Stade de Reims, comptant pour la 10e journée de Ligue 1.
Le jeune portugais fait ainsi ses premiers pas au sein d'une équipe aux performances remarquées, qui joue le haut du tableau dès son retour dans l'élite, et où il va s'illustrer en marquant son premier but, décisif, lors d'une victoire 3-2 face à l'AS Saint-Étienne le 3 mars 2021. Il connaît ensuite sa première titularisation le 25 avril 2021 lors d'un match de championnat contre le Nîmes Olympique. Le 23 juin 2021, David Pereira da Costa prolonge son contrat avec le club du RC Lens jusqu'en juin 2024, alors qu'il sort d'une saison avec huit apparitions, une titularisation, un but au plus haut niveau ainsi qu'une passe décisive,,, cumulant en tout 145 minutes en Ligue 1. Il s'illustre peu après dès les matchs amicaux, étant notamment buteur lors de la victoire 4-1 des siens contre les pensionnaires de Serie A de l'Udinese Calcio.
Lors de la saison 2021-2022, David Pereira da Costa prend de plus en plus de place dans la rotation lensoise, connaissant une nouvelle titularisation en Ligue 1, la première de la saison, le 26 septembre 2021, lors d'une victoire 3-2 remarquée au stade Vélodrome face à l'Olympique de Marseille. Ce match permet à un RC Lens séduisant et rajeuni — le jeune Portugais commençant la rencontre aux côtés de Christopher Wooh, Arnaud Kalimuendo et Cheick Doucouré — de s'imposer comme le dauphin d'un Paris Saint-Germain intouchable à la suite de la 8e journée,,,. Cette saison là, le jeune portugais réalisera une performance brillante. Il disputera 36 rencontres pour trois buts inscrits notamment double buteur à l'aller comme au retour face au FC Nantes et un but très technique contre le Montpellier HSC. Sa performance durant cette saison est remarqué puisqu'il sera nommé "Pépite du mois" aux trophées UNFP deux fois au cours de la même saison. Seul joueur ayant réalisé cette performance pour l'instant.
Lors de la saison 2022-2023, Pereira da Costa brille une nouvelle fois face à l'Olympique de Marseille, offrant la victoire des artésiens au Stade Vélodrome. En seconde période, le joyau portugais décoche une frappe de loin trompant Pau López déviée par Leonardo Balerdi. En mars 2023, son contrat est prolongé de deux saisons et se termine désormais en juin 2026.
Son début de saison 2023-2024 est perturbé par des blessures à une épaule et à une cuisse,. Ayant reculé dans la hiérarchie offensive lensoise au profit d'Angelo Fulgini ou d'Adrien Thomasson, il est titularisé pour la première fois de la saison en décembre lors de la réception en Ligue 1 de l'Olympique lyonnais. Il est ensuite régulièrement titularisé aux côtés de Florian Sotoca et Elye Wahi et inscrit notamment trois buts entre le 28 janvier et le 10 février, ainsi qu'une passe décisive. Le 22 février 2024, il marque son premier but sur la scène européenne lors des barrages de la Ligue Europa face au SC Fribourg. Les Artésiens s'inclineront finalement 3-2 à l'issue de la rencontre. Le 9 mars 2024, il dispute son centième match professionnel avec le RC Lens lors de la réception du Stade brestois 29 en Ligue 1, pour une victoire lensoise 1-0.

### Timbers de Portland
Le 17 février 2025, le RC Lens annonce le départ de David Pereira da Costa vers les Timbers de Portland, en Major League Soccer,. Arrivé chez les Sang et Or à l’âge de 11 ans, il quitte le club après avoir disputé 123 matchs et inscrit 10 buts tout en délivrant 13 passes décisives. Dans le même temps, l'équipe américaine annonce l'arrivée du Portugais avec un contrat de quatre ans, soit jusqu'en 2028, et une option du club pour l'année 2029,. Il occupera une place de joueur désigné dans l'équipe au même titre que l'Uruguayen Jonathan Rodríguez. Le montant du transfert est estimé à 7 millions d'euros,.

### Carrière en sélection nationale
David Pereira da Costa est international portugais en équipes de jeunes, avec les moins de 18 ans en 2019 où il disputera son premier match le 17 avril 2019 contre l'équipe de France -18 ans. Le match se terminera sur un score nul de 1-1. En 2020, il jouera un seul match, le 25 février 2020, avec les moins de 19 ans. La rencontre opposa le Portugal à l'équipe de France de nouveau et il inscrit par ailleurs le troisième but lusitanien de la rencontre trompant Guillaume Dietsch. Il est convoqué avec les moins de 20 ans portugais en novembre 2020, pour un stage finalement annulé dans un contexte de pandémie de Covid,. Le 4 juin 2022, il dispute son premier match avec la sélection espoir contre la Biélorussie, il marquera d'ailleurs son premier but lors d'une victoire écrasante 5-1.

## Style de jeu
Petit de gabarit, David Pereira da Costa est un joueur polyvalent pouvant évoluer au poste de milieu de terrain à celui d'ailier. Il préfère néanmoins le poste de milieu offensif ou de latéral gauche. Il cite notamment l'attaquant argentin Lionel Messi comme son modèle absolu.

## Statistiques
| Saison                | Club                  | Championnat           | Championnat | Championnat | Championnat | Coupe(s) nationale(s) | Coupe(s) nationale(s) | Coupe(s) nationale(s) | Supercoupe | Supercoupe | Supercoupe | Compétition(s) continentale(s) | Compétition(s) continentale(s) | Compétition(s) continentale(s) | Compétition(s) continentale(s) | Total | Total | Total |
| Saison                | Club                  | Division              | M.          | B.          | P.d.        | M.                    | B.                    | P.d.                  | M.         | B.         | P.d.       | Comp.                          | M.                             | B.                             | P.d.                           | M.    | B.    | P.d.  |
| 2020-2021             | RC Lens               | Ligue 1               | 7           | 1           | 1           | 1                     | 0                     | 0                     | -          | -          | -          | -                              | -                              | -                              | -                              | 8     | 1     | 1     |
| 2021-2022             | RC Lens               | Ligue 1               | 33          | 3           | 5           | 3                     | 0                     | 0                     | -          | -          | -          | -                              | -                              | -                              | -                              | 36    | 3     | 5     |
| 2022-2023             | RC Lens               | Ligue 1               | 31          | 1           | 3           | 3                     | 0                     | 0                     | -          | -          | -          | -                              | -                              | -                              | -                              | 34    | 1     | 3     |
| 2023-2024             | RC Lens               | Ligue 1               | 25          | 4           | 3           | 1                     | 0                     | 0                     | -          | -          | -          | C1+C3                          | 3+2                            | 0+1                            | 0                              | 31    | 5     | 3     |
| 2024-2025             | RC Lens               | Ligue 1               | 11          | 0           | 1           | 1                     | 0                     | 0                     | -          | -          | -          | C4                             | 2                              | 0                              | 0                              | 14    | 0     | 1     |
| Sous-total            | Sous-total            | Sous-total            | 107         | 9           | 13          | 9                     | 0                     | 0                     | -          | -          | -          | -                              | 7                              | 1                              | 0                              | 123   | 10    | 13    |
| 2025                  | Timbers de Portland   | MLS                   | 24          | 4           | 7           | 1                     | 0                     | 0                     | -          | -          | -          | LC                             | 2                              | 1                              | 1                              | 27    | 5     | 8     |
| Total sur la carrière | Total sur la carrière | Total sur la carrière | 131         | 13          | 20          | 10                    | 0                     | 0                     | -          | -          | -          | -                              | 9                              | 2                              | 1                              | 150   | 15    | 21    |

## Palmarès

### En club
Avec le RC Lens, David Pereira da Costa est vice-champion de France en 2023.
| RC Lens                           |
| --------------------------------- |
| - Ligue 1 - Vice-Champion : 2023. |

### Distinctions individuelles
- Pépite du mois de Ligue 1 en décembre 2021.
- Pépite du mois de Ligue 1 en avril 2022.